# Новые Деркауцы
Новые Деркауцы также Дэркэуций Ной (рум. Dărcăuţii Noi) — село в Сорокском районе Молдавии. Наряду с сёлами Деркауцы и Малкауцы входит в состав коммуны Деркауцы.

## География
Село расположено на высоте 190 метров над уровнем моря.

## Население
По данным переписи населения 2004 года, в селе Дэркэуций Ной проживает 1 человек (0 мужчин, 1 женщина).
Этнический состав села:
| Национальность | Число жителей | Процентный состав |
| -------------- | ------------- | ----------------- |
| молдаване      | 1             | 100,0             |
| Всего          | 1             | 100 %             |